# Robeilys Peinado
Robeilys Peinado (ur. 26 listopada 1997 w Caracas) – wenezuelska lekkoatletka, tyczkarka.
Mistrzyni świata juniorów młodszych z Doniecka (2013). W 2014 zdobyła srebrny medal igrzysk Ameryki Południowej oraz została wicemistrzynią igrzysk olimpijskich młodzieży w Nankin. Wicemistrzyni świata juniorów z Bydgoszczy (2016). Rok później zdobyła w Londynie brązowy medal mistrzostw świata w gronie seniorów.
Mistrzyni i rekordzistka kraju.

## Osiągnięcia
| Rok  | Impreza                                            | Miejsce        | Lokata            | Wynik (m) |
| ---- | -------------------------------------------------- | -------------- | ----------------- | --------- |
| 2013 | Mistrzostwa świata juniorów młodszych              | Donieck        | 1. miejsce        | 4,25      |
| 2013 | Mistrzostwa panamerykańskie juniorów               | Medellín       | 2. miejsce        | 4,40      |
| 2013 | Igrzyska boliwaryjskie                             | Trujillo       | 1. miejsce        | 4,30      |
| 2014 | Igrzyska Ameryki Południowej                       | Santiago       | 2. miejsce        | 4,20      |
| 2014 | Mistrzostwa świata juniorów                        | Eugene         | –                 | NM        |
| 2014 | Igrzyska olimpijskie młodzieży                     | Nankin         | 2. miejsce        | 4,10      |
| 2014 | Młodzieżowe mistrzostwa Ameryki Południowej        | Montevideo     | 1. miejsce        | 4,10      |
| 2014 | Igrzyska Ameryki Środkowej i Karaibów              | Xalapa         | 3. miejsce        | 4,15      |
| 2014 | Mistrzostwa Ameryki Południowej juniorów młodszych | Cali           | 1. miejsce        | 4,00      |
| 2015 | Mistrzostwa Ameryki Południowej juniorów           | Cuenca         | 1. miejsce        | 4,35      |
| 2015 | Mistrzostwa Ameryki Południowej                    | Lima           | 1. miejsce        | 4,35      |
| 2015 | Igrzyska panamerykańskie                           | Toronto        | 6. miejsce        | 4,40      |
| 2015 | Mistrzostwa panamerykańskie juniorów               | Edmonton       | 1. miejsce        | 4,10      |
| 2015 | Mistrzostwa świata                                 | Pekin          | el. – 23. miejsce | 4,30      |
| 2016 | Mistrzostwa świata juniorów                        | Bydgoszcz      | 2. miejsce        | 4,40      |
| 2016 | Igrzyska olimpijskie                               | Rio de Janeiro | –                 | DNS       |
| 2017 | Mistrzostwa Ameryki Południowej                    | Asunción       | 1. miejsce        | 4,50      |
| 2017 | Mistrzostwa świata                                 | Londyn         | 3. miejsce        | 4,65      |
| 2018 | Igrzyska Ameryki Południowej                       | Cochabamba     | 1. miejsce        | 4,70      |
| 2018 | Igrzyska Ameryki Środkowej i Karaibów              | Barranquilla   | 2. miejsce        | 4,50      |
| 2019 | Mistrzostwa Ameryki Południowej                    | Lima           | 1. miejsce        | 4,56      |
| 2019 | Igrzyska panamerykańskie                           | Lima           | 4. miejsce        | 4,55      |
| 2019 | Mistrzostwa świata                                 | Doha           | 7. miejsce        | 4,70      |
| 2021 | Igrzyska olimpijskie                               | Tokio          | 8. miejsce        | 4,50      |
| 2022 | Igrzyska Ameryki Południowej                       | Asunción       | 1. miejsce        | 4,20      |
| 2023 | Mistrzostwa Ameryki Południowej                    | São Paulo      | 2. miejsce        | 4,50      |
| 2023 | Mistrzostwa świata                                 | Budapeszt      | 8. miejsce        | 4,65      |
| 2023 | Igrzyska panamerykańskie                           | Santiago       | 2. miejsce        | 4,55      |
| 2024 | Mistrzostwa ibero-amerykańskie                     | Cuiabá         | 1. miejsce        | 4,50      |
| 2024 | Igrzyska olimpijskie                               | Paryż          | 10. miejsce       | 4,60      |

## Rekordy życiowe
- Skok o tyczce – 4,70 (2018[2], 2019) rekord Wenezueli
- Skok o tyczce (hala) – 4,78 (2020) rekord Wenezueli